# ژینگیل‌دیوزک
ژینگیل‌دیوزک (به قزاقی: Zhyngyldyozek) یک رود در قزاقستان است که در استان قراغندی واقع شده‌است.